# Plecopterodes moderata
Plecopterodes moderata là một loài bướm đêm trong họ Noctuidae.